# Stora Kålltorp
Stora Kålltorps herrgård är en herrgård i Västra Gerums socken i Skara kommun, Västergötland.
Stora Kålltorp ägdes 1570 av ståthållaren Arvid Göransson Svan som ärvt det från sin mor fru Brita Pedersdotter Hård vilken ägde gården sedan 1552 efter ett byte med Gustav Vasa. Det kom genom gifte på 1600-talet till häradshövdingen Åke Hansson Soop. På 1700-talet gick det genom hans sonsons dotter Anna Christina Soops gifte till översten, friherre Henrik Johan Rehbinder till Uddrich. Hans ättlingar hade det i flera generationer. På 1800-talet ägdes det bland annat av A. J. von Köhler, greve A. Hamilton samt släkten Kuylenstierna.
Stora Kålltorp ägdes fram till 2014 av familjen Kuylenstierna.